# Калоян Левтеров
Калоян Левтеров (8 лютого 2003) — болгарський плавець.
Учасник Олімпійських Ігор 2020 року, де в попередніх запливах на дистанції 100 метрів на спині посів 37-ме місце і не потрапив до півфіналів.